# Sarrozium

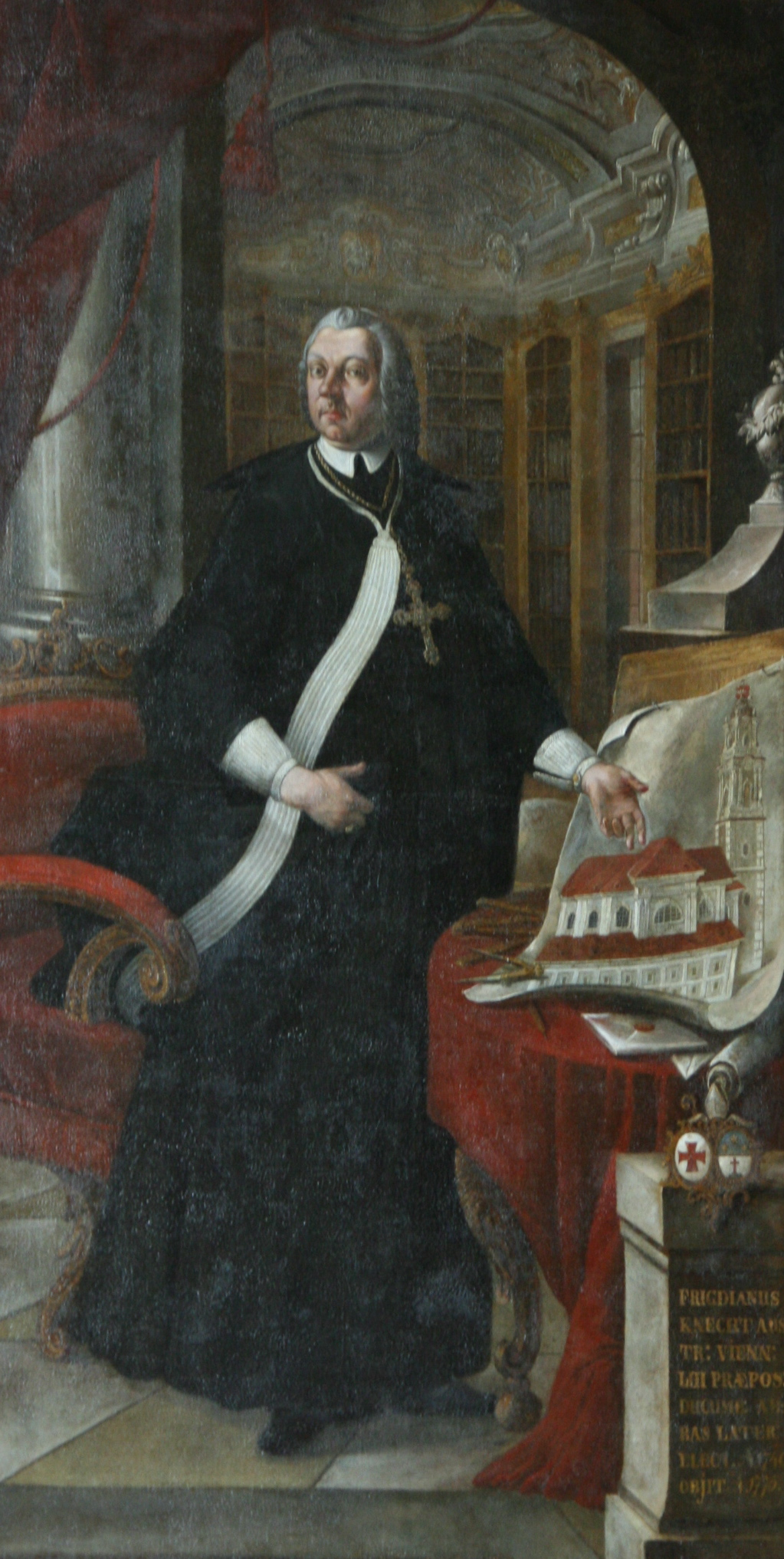
Propst Frigdian Knecht von Stift Herzogenburg mit Sarrozium

Das Sarrozium, auch Sarozium, Sarrotium oder Sarrocium, in Österreich Sarockel, (Pl. Sarrozien) ist ein schmales, langes Leinenband, welches Teil der Ordenstracht der Augustiner-Chorherren ist. Es entstand im Barock aus dem Rochett und wird ähnlich einem Skapulier auf Brust und Rücken über der Soutane getragen.
Der Name Sarrozium leitet sich wahrscheinlich vom lateinischen sacrum rochettum (heiliges Rochett) ab.